# Stagno Pallavicino
Stagno Pallavicino era una frazione del comune cremonese di Motta Baluffi posta a sudovest del centro abitato.

## Storia
Il comune di Stagno Pallavicino al di qua del Po esistette per undici anni, dal 1798 al 1809. Popolato da 110 persone, a crearlo fu il generale Bonaparte nell'ambito della rettifica del confine fra la sua Repubblica Cisalpina e lo sconfitto Ducato di Parma.
La maggior forza degli affluenti di sinistra del Po, riforniti dai ghiacciai alpini, aveva infatti provocato nei secoli il fenomeno della deviazione più a sud del corso del grande fiume, senza che ciò avesse comportato l'adeguamento dei confini statali, facendo sì che una striscia di territorio ducale si fosse ritrovata a nord del Po. Per ragioni di difesa militare, i rivoluzionari francesi decisero di mettere mano a quella che era divenuta un'anomalia, e nello specifico le porzioni dei territori dei comuni di Roccabianca che si ritrovarono in Lombardia furono inquadrati nel nuovo municipio.
Il comune non durò però molto: i costi delle continue guerre imposero una legge che diminuì il numero dei comuni, e Stagno Pallavicino fu annesso a Motta Baluffi, e non fu mai restaurato.